# Mirosław Majchrzak
Mirosław Majchrzak (ur. 3 lutego 1949) – polski lekkoatleta, płotkarz, medalista mistrzostw Polski, reprezentant kraju.

## Kariera sportowa
Był zawodnikiem Startu Katowice i od 1973 Górnika Zabrze.
Na mistrzostwach Polski seniorów zdobył dwa medale w biegu na 110 m ppł: srebrny w 1973 i brązowy w 1970. W 1975 zdobył brązowy medal halowych mistrzostw Polski seniorów biegu na 60 metrów ppł. 
Reprezentował Polskę na Europejskich Igrzyskach Juniorów w 1966, gdzie odpadł w pierwszej rundzie biegu na 110 m ppł, z czasem 15,4, ośmiu meczach międzypaństwowych seniorów w latach 1967-1974 oraz halowych mistrzostwach Europy w 1971, gdzie odpadł w półfinale biegu na 60 metrów przez płotki, z wynikiem 8,0.
Rekordy życiowe: 
- bieg na 110 m przez płotki – 13,7 (2.07.1974)[7]
- bieg na 60 m przez płotki w hali – 7,96 (24.02.1974)[8]